# Соціальні закладки
Соціа́льні закла́дки — це централізований онлайн сервіс, що забезпечує користувачам можливість зберігати, змінювати та ділитися закладками вебсторінок. Але при всій схожості соціальні закладки все ж відрізняються від звичайних.
Звичайні закладки знаходяться на комп'ютері користувача, а соціальні в мережі інтернеті, тому якщо комп'ютером щось трапиться закладки не втрачаються.

## Історія
Перші сервіси соціальних закладок з'явилися ще в далекому 1996, тоді було створено сервіс itList.com, але ці сервіси тоді не стали популярними і швидко зникли. А популярність прийшла до них лише після 2003, коли був запущений проєкт del.icio.us, який згодом придбала компанія Yahoo!